# هندوستان آنتی‌بیوتیکس
هندوستان آنتی‌بیوتیکس (انگلیسی: Hindustan Antibiotics) شرکت دولتی داروسازی هندی است، که در سال ۱۹۵۴ تأسیس شد.